# Piłka ręczna na Igrzyskach Panamerykańskich 2015
Turnieje piłki ręcznej na XVII Igrzyskach Panamerykańskich odbyły się w dniach 16–25 lipca 2015 roku w kanadyjskim mieście Toronto.
Był to ósmy turniej męski i siódmy żeński w historii tej imprezy. Udział wzięło w nim łącznie 240 sportowców w szesnastu drużynach, które wywalczyły prawo do uczestnictwa we wcześniejszych eliminacjach. Spotkania odbywać się będą w Exhibition Centre.
Zgodnie z systemem kwalifikacji do turnieju piłki ręcznej rozgrywanego podczas Letnich Igrzysk Olimpijskich 2016, zarówno wśród mężczyzn, jak i kobiet awans do niego uzyskał najlepszy prócz Brazylii zespół, kolejny zaś otrzymał szansę gry w światowych turniejach kwalifikacyjnych. Nad przebiegiem zawodów czuwało czuwało siedem par arbitrów.
W obu turniejach triumfowały reprezentacje Brazylii. Srebrne medale zdobyły obie reprezentacje Argentyny, zyskując tym samym bezpośredni awans do olimpijskich zawodów. Prawo występu w światowych turniejach kwalifikacyjnych zyskali natomiast Chilijczycy i Urugwajki.

## System rozgrywek
Zarówno w męskich, jak i żeńskich zawodach startowało po osiem zespołów podzielonych na dwie grupy po cztery zespoły. Turniej kobiet rozegrany zostanie w dniach 16–24 lipca, a męski 17–25 lipca 2015 roku.

## Zakwalifikowane zespoły
| Kwalifikacja                               | Data                 | Miejsce           | Miejsca | Mężczyźni                       | Kobiety                        |
| ------------------------------------------ | -------------------- | ----------------- | ------- | ------------------------------- | ------------------------------ |
| Gospodarz                                  | –                    | –                 | 1       | - Kanada                        | - Kanada                       |
| Igrzyska Ameryki Południowej 2014          | 7–16 marca 2014      | Viña del Mar      | 3       | - Brazylia - Argentyna - Chile  | - Brazylia - Argentyna - Chile |
| Igrzyska Ameryki Środkowej i Karaibów 2014 | 15–26 listopada 2014 | Veracruz          | 3       | - Portoryko - Dominikana - Kuba | - Kuba - Portoryko - Meksyk    |
| Dwumecz USA–Urugwaj                        | 7–14 marca 2015      | Auburn Montevideo | 1       | - Urugwaj                       | - Urugwaj                      |

## Podsumowanie

### Klasyfikacja medalowa
| Klasyfikacja medalowa | Klasyfikacja medalowa | Klasyfikacja medalowa | Klasyfikacja medalowa | Klasyfikacja medalowa | Klasyfikacja medalowa |
| Miejsce               | Reprezentacja         | Złoto                 | Srebro                | Brąz                  | Razem                 |
| --------------------- | --------------------- | --------------------- | --------------------- | --------------------- | --------------------- |
| 1                     | Brazylia              | 2                     | 0                     | 0                     | 2                     |
| 2                     | Argentyna             | 0                     | 2                     | 0                     | 2                     |
| 3                     | Chile                 | 0                     | 0                     | 1                     | 1                     |
| =                     | Urugwaj               | 0                     | 0                     | 1                     | 1                     |
| Razem                 | Razem                 | 2                     | 2                     | 2                     | 6                     |

### Medaliści
| Konkurencja | 1. miejsce | 2. miejsce | 3. miejsce |
| ----------- | ---------- | ---------- | ---------- |
| Mężczyźni   | Brazylia   | Argentyna  | Chile      |
| Kobiety     | Brazylia   | Argentyna  | Urugwaj    |